# الیت (میسیسیپی)
الیت (به انگلیسی: Elliott) مکانی در ایالت میسیسیپی کشور ایالات متحده آمریکا است که جمعیت آن در سرشماری سال ۲۰۱۰ میلادی، ۹۹۰
نفر بوده‌است.